# Neolimonia jamaicensis
Neolimonia jamaicensis är en tvåvingeart som först beskrevs av Alexander 1926.  Neolimonia jamaicensis ingår i släktet Neolimonia och familjen småharkrankar.
Artens utbredningsområde är Jamaica. Inga underarter finns listade i Catalogue of Life.